# Floïd
Floïd es, desde 1932, una marca de cosméticos dirigidos a un público masculino como espuma de afeitar, loción de afeitado etc.

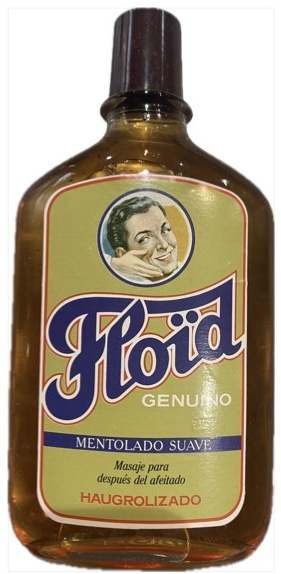
Botella FloÏd ca 1974

## Historia
Floïd, surgió en 1932  de la idea de hacer productos exclusivos, específicos para el hombre, para sus cuidados de aseo personales.

## Publicidad
Floïd, ha sido siempre conocida por el nombre: Floïd The Genuine Since 1932 (El genuino Floïd desde 1932, en español) y por sus eslóganes tales como "Primero cumplo, luego exijo", "Damas, aún existen caballeros", "Puedo perderlo todo menos mi honor", "Tener valor es el primero de mis valores", "Aún quedan hombres con hombría", "Yo, rindo antes que rendirme", "Yo, Floïd".